# Al-Maqrousa
Al-Maqrousa (tiếng Ả Rập: المقروصه) là một ngôi làng Syria ở huyện Qatana thuộc tỉnh Rif Dimashq. Theo Cục Thống kê Trung ương Syria (CBS), Al-Maqrousa có dân số 443 trong cuộc điều tra dân số năm 2004. Cư dân của nó chủ yếu là Druze.